# MPLKIP
MPLKIP (англ. M-phase specific PLK1 interacting protein) – білок, який кодується однойменним геном, розташованим у людей на короткому плечі 7-ї хромосоми. Довжина поліпептидного ланцюга білка становить 179 амінокислот, а молекулярна маса — 19 147.
| 10         |  | 20         |  | 30         |  | 40         |  | 50         |
| ---------- |  | ---------- |  | ---------- |  | ---------- |  | ---------- |
| MQRQNFRPPT |  | PPYPGPGGGG |  | WGSGSSFRGT |  | PGGGGPRPPS |  | PRDGYGSPHH |
| TPPYGPRSRP |  | YGSSHSPRHG |  | GSFPGGRFGS |  | PSPGGYPGSY |  | SRSPAGSQQQ |
| FGYSPGQQQT |  | HPQGSPRTST |  | PFGSGRVREK |  | RMSNELENYF |  | KPSMLEDPWA |
| GLEPVSVVDI |  | SQQYSNTQTF |  | TGKKGRYFC  |  |            |  |            |

A: Аланін

C: Цистеїн

D: Аспарагінова кислота

E: Глутамінова кислота

F: Фенілаланін

G: Гліцин

H: Гістидин

I: Ізолейцин

K: Лізин

L: Лейцин

M: Метіонін

N: Аспарагін

P: Пролін

Q: Глутамін

R: Аргінін

S: Серин

T: Треонін

V: Валін

W: Триптофан

Кодований геном білок за функцією належить до фосфопротеїнів. 
Задіяний у таких біологічних процесах, як клітинний цикл, поділ клітини, мітоз. 
Локалізований у цитоплазмі, цитоскелеті, ядрі.